# Vlag van Zele
De vlag van Zele vertegenwoordigt de Belgische gemeente Zele. De gemeentevlag bestaat uit drie verticale banen. De kleuren groen, geel en rood zijn gebruikt. De vlag werd door de gemeenteraad op 20 december 1984 officieel vastgesteld. Op 3 juni 1985 werd hij door het Bestuur van Vlaanderen bevestigd en uiteindelijk gepubliceerd op 8 juli 1986 in het officiële Belgisch Staatsblad.

## Afgeleide vlaggen
Ter gelegenheid van Roparun liet de brandweer van Zele samen met de Zeelse kloddelopers een Roparunvlag maken. Deze vlaggen zijn meestal te zien op het parcours of tijdens het roparunweekend. 
De roparunvlag van Zele heeft nog steeds dezelfde kleuren als de traditionele vlag, alleen is de roparunvlag verticaal. De vlag bevat naast het wapenschild ook een afbeelding van de wisselbeker, die een dodo voorstelt.
De reden waarom deze vlag is gemaakt is, omdat Zele meerdere malen roparunstad is geworden. Wanneer de teams aankomen in het centrum van Zele wacht hun een spektakel op, waar Zele om gekend staat.

## Ontwerp
Officieel wordt de vlag beschreven als:
Drie even lange banen van groen, van geel en van rood
De kleuren van de vlag zijn gebaseerd op het Zeels wapenschild. Deze heeft een goudgele achtergrond met op de voorgrond twee kruisende rode bookhamers, geplaatst op een groene grond, wat vlas voorstelt. Dit schild stelt voor wat vroeger Zele haar pracht was: het vlas en zijn bewerking. Op 24 november 1837 heeft de gemeenteraad een verzoek ingediend om het wapenschild officieel in te voeren. Uiteindelijk heeft de hoge raad van adel op 28 oktober 1840 toestemming gegeven aan de gemeente zele om het wapen in te voeren. Dit gemeentevlag is identiek aan de vlag van Mali.

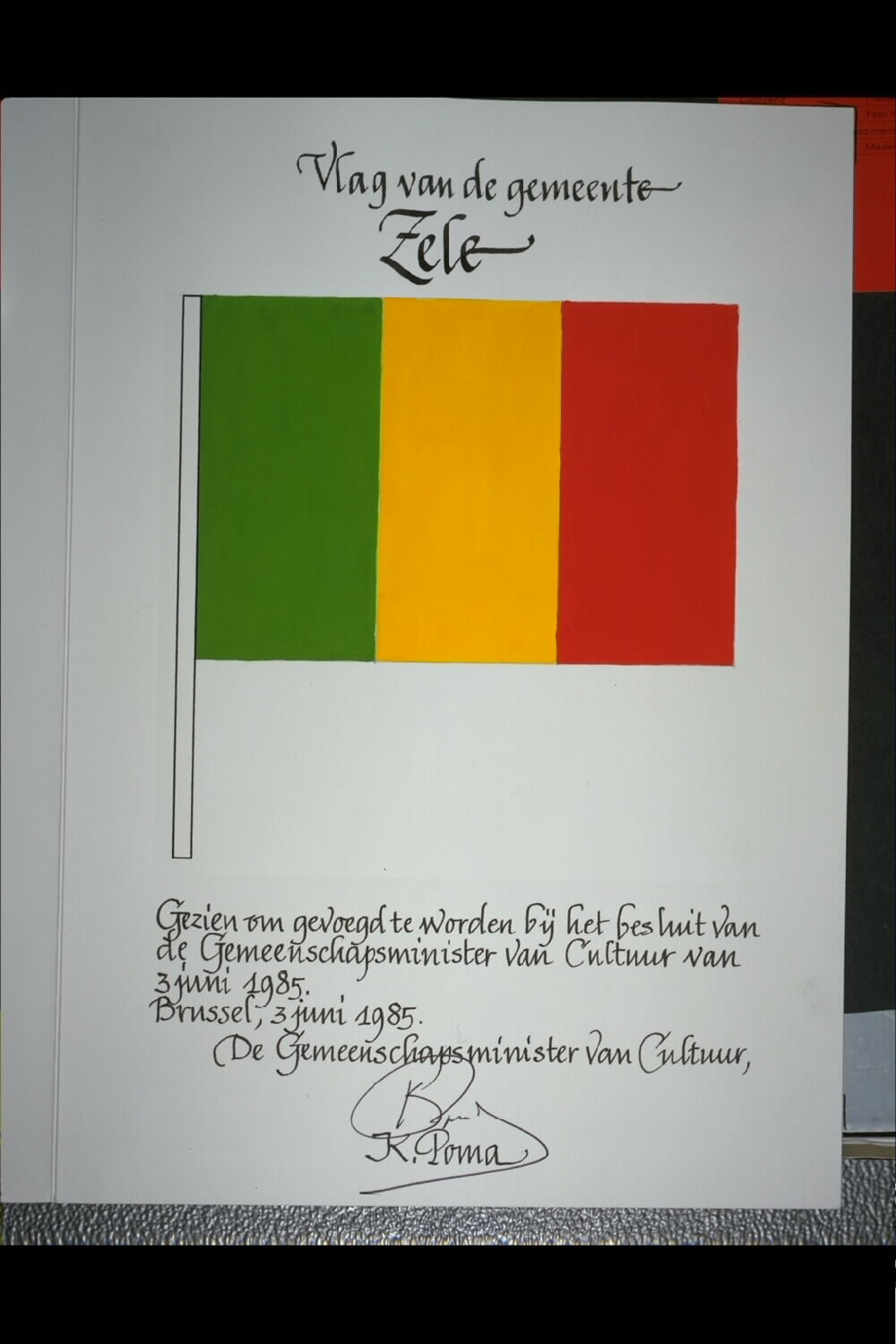
Ontwerp vlag getekend door Karel Poma
Vlag van Mali